# NEXT PAGE
『NEXT PAGE』（ネクスト・ペイジ）は、日本の音楽ユニット・face to aceの7枚目のオリジナル・アルバム。

## 概要
前作『PROMISED MELODIES』以来約4年半ぶりとなるオリジナル・アルバム。
ライブ会場及び、INTERFACEネット通販限定で販売された。
ボーナス・トラックとして、「ARRIVE！ OPENING SE」「ARRIVE！2 OPENING SE……」の2曲が収録されている。

## 収録曲
1. NEXT PAGE
作詞・作曲・編曲：本田海月
2. 無垢の夏
作詞・作曲・編曲：本田海月
3. 蛍の海で
作詞・作曲・編曲：本田海月
4. GO FOR IT
作詞・作曲：ACE / 編曲：本田海月
5. FIGHT MAN
作詞・作曲・編曲：本田海月
6. ミライ
作詞・作曲：ACE / 編曲：本田海月
7. 潮騒
作詞・作曲：ACE / 編曲：本田海月
8. flower
作詞・作曲・編曲：本田海月
9. MOTTO
作詞・作曲：ACE / 編曲：本田海月

## 参加ミュージシャン
- YANZ：ベース
- 西川貴博：ドラム